# Байдибекский район
Район Байдибека (каз. Бәйдібек ауданы) — это административный район в северной части Туркестанской области. Его земельная площадь составляет 7,2 тыс. км2 (включает 6,1% территории области). Центр — село Шаян.

## История
Район Байдибека имеет свою имеющий глубокую историю. Свидетельством тому являются надписи, оставленные на каменной поверхности на склонах хребта Каратау в эпоху бронзы, и предметы, найденные при археологических раскопках.
В этом регионе, неоднократно подвергавшемся нашествию джунгар, находятся десятки древних исторических мест и вершин холмов, скрывающих все свои тайны, как свидетелей многих событий, происходивших там.
Начиная с горного хребта Каратау, вдоль рек Арыстанды, Бестогай, Шаян, Сасык, Большой Боген, Бала Боген, Кошкарата, Боралдай, берега которых покрыты густыми зарослями, расположены поселения с процветающей культурой, земледелием и небольшими курганами.
В конце второго десятилетия XIII века, когда монгольские войска остановились в верховьях реки Арысь, а затем часть их подошла к городу Отырару, в сентябре 1219 года они прошли через перевал между Костурой и окружили небольшой городок на берегу реки Боралдай. Вода родника, берущего начало у подножия памятника того времени «Үлкен Тұра», подведена под землю в город. Место, где выходит вода, теперь называется «Теректі әулие (Святой Тополь)».
По решению ВЦИК (Всероссийский центральный исполнительный комитет)  от 3 сентября 1928 года в Казахстане было образовано 13 уездов и 193 района. В Сырдарьинском округе был образован 21 район, в том числе Чаяновский район, созданный на основе Чаяновской волости.
23 июля 1930 года согласно постановлению ВЦИК  об упразднении округов, округи были упразднены и созданы 121 крупных районов в Казахстане. В связи с этим был разделен и Чаяновский округ, а его земли были разделены на Арысский, Созакский, Туркестанский и Таласские районы.
16 октября 1933 года по решению ЦИК Казахской ССР 13 сельских советов Арысского, Таласского, Туркестанского и Жуалынского уездов были объединены и воссоздан Чаяновский район.
Чаяновский район был распущен в 1962 году, воссоздан в 1964 году, а название района было изменено на Алгабас.
23 октября 1996 года Указом Президента Республики Казахстан название Алгабасского района было изменено на район Байдибека.

## География
Граничит с Созакским на севере, Сауранским на западе, Ордабасинским, Сайрамским, Тюлькубасским районами и городом Арыс на юге, Сарысуским, Таласским, Жуалынским районами Жамбылской области на востоке и северо-востоке.
Земли района Байдибека расположены на юго-западном склоне горного хребта Каратау, на Каркалинской равнине. Юго-восток занимают Боралдайский хребет и гора Болхтура (1425 м). Из недр разведаны полиметаллическая руда (Байжансай), известняк, строительные материалы.
Климат, флора и фауна
Климат континентальный, средняя температура января -5-7°С, июля 27-29°С. Годовое количество осадков составляет 170 мм на западе района, 340 мм на востоке (на склонах Каратау).
На землях района Байдибека прослеживается сильный ветер Арыстанды-Карабас. Ветер (скорость 30-35 м/с) охлаждает температуру воздуха зимой до -22°С.
По территории района проходят реки Арыстанды, Сасык, Богэн, Шаян и Боралдай, берущие начало в горах Каратау и Боралдай.
Юго-западная часть района сероземная, полынная степь. В суглинистом, сероземном регионе на северо-востоке произрастают бозайык, полынь серая, баялыш, кюрасык, на серо-бурой почве горы на востоке - каратауская полынь, наркия и другие травы и кустарники с примесью боярышника, дрока, растут дикая яблоня, абрикос, речные деревья, ива, тополь, и камыш.
Из животного мира в горах обитают олени, косули, волки, на равнинах – зайцы, корсаки, суслики, куропатки, из птиц перепела, кукушки и другие.

## Административное деление
1. Шаянский сельский округ
2. Агибетский сельский округ
3. Акбастауский сельский округ
4. Алгабасский сельский округ
5. Алмалинский сельский округ
6. Боралдайский сельский округ
7. Борлысайский сельский округ
8. Бугунский сельский округ
9. Жамбылский сельский округ
10. Коктерекский сельский округ
11. Мынбулакский сельский округ

## Экономика
Основными направлениями сельскохозяйственного производства являются производство мяса, молока, выращивание зерна, зернобобовых культур. Разведаны месторождения полиметаллических руд (Байжансайское месторождение), известняка, огнеупорной глины и других строительных материалов. Населённые пункты расположены в долинах рек. Самые крупные аулы: Шаян, Акбастау, Шакпак. На базе бывших совхозов и колхозов организованы акционерные общества “Шаян Астык”, “Боралдай” и другие. По территории Байдибекского района проходят автомобильные дороги Шымкент — Туркестан и Шымкент — Шолаккорган.

## Достопримечательности
- Пещера Акмечеть-Аулие
- Мавзолей Аппак Ишана
- Архитектурный комплекс Аппак Ишана
- Қызыл көпір (красный мост) Одним из памятников, оставшихся в Чаяновском районе после перехода царства к России, является «Қызыл көпір (Красный мост)» на месте пересечения реки Боген международной транзитной дороги Западная Европа — Западный Китай, запланированный в 1879 году и завершенный в 1886 году.  Легенда о строительстве этого моста такова; Дочь генерала Константина Петровича фон Кауфмана вышла замуж, и молодые отправились смотреть мавзолей в Туркестане. На станции по реке Боген женщина и мужчина-казах увидели друг друга и влюбились. Земетившие это кахские джигиты согариваются отобрать женщину на обратном пути. Ребята, увидевшие издалека возвращающуюся карету с колоколом, выкопали яму в переправе через реку, лошади споткнулись, карета перевернулась, а когда двое мужчин спрыгнули с лошадей, ребята, спрятавшиеся среди камыша, связали их, не оставив им возможности сопротивляться. То же самое случилось с парнем, водителем телеги и переводчиком.  Затем их отвезли в село «Саркырама» и поместили в заранее построенные юрты, и содержали каждого из них отдельно. Парень не мог поговорить с девушкой, они просто улыбались друг другу, и дальше разговор не шёл.  Услышав, что дочь губернатора находится в плену, старейшины села испугались прихода вооруженных сил и на третий день освободили их попросив прощения.  Услышав об этом деле, генерал-губернатор Туркестанского военного округа в Ташкенте, командующий войсками округа К.П. фон Кауфман был очень зол и хотел наказать виновных. Но вмешалась дочь и чтобы подавить гнев отца сказала: «Он не проявлял к нам никакого насилия», и попросила его построить на месте случайной встречи с казахским джигитом мемориальный мост как символ этого случая.  Одни говорят, что девушка полюбила мальчика, поэтому в память об этом построили мост на том месте, где упала ее колесница, а другие говорят, что мальчик не женился до конца жизни, потому что не встретил такую девушку ка она. Из-за цвета его прозвали «Қызыл көпір (Красным мостом)». Что касается дочери фон Кауфмана, то она не уставала рассказывать интересную историю тех трех дней, когда она неожиданно попала в руки «киргизов».

## Археология и палеонтропология
В пещере Туттыбулак на горе Боралдай остатки пепла, относящиеся к среднему каменному веку, датируются возрастом более 41 тыс. лет назад. В пещере Туттыбулак в ходе раскопок обнаружены части каменного орудия и  останки древнего человека в виде кости челюсти.

## Главы района
1. Байдаров Рахим (1938) / см.: https://centrasia.org/person.php?st=1578232119
2. Исмаилов Нуртаза Исмаилович (1958-1962) и (1964-1975) годы
3. Батыршаев Данабек (1992-1993)
4. Махатов Елубай (1993-1994)
5. Маликов Амангелди (1995-1998)
6. Байгонов Жамбыл Шыракбаевич (1998-2002)
7. Оспанбеков Канатбек Жолдасбекович (2002-2004)
8. Жолдасов Нурмахан Миятович (2004-2006)
9. Садибеков Уласбек Садибекович (2006-2007)
10. Туймебаев Байсейт  Кансейтович (2007-2008)
11. Кенжебаев Садык Онгарович (2008-2010)
12. Жолдас Райымбек Туребекович (2010-2013)
13. Кобеев Абдимуталип Кошкинбаевич (2013-2014)
14. Кошербай Батырбек (2014-2016)
15. Танагозов Бакытбек Туленович (2016-2020)
16. Шарипбеков Ержигит Шарипбекович (2020-2023)
17. Нурмаханов Ерлан Заипович (с 2023 )